# Barnard (Kansas)
Barnard é uma cidade localizada no estado americano de Kansas, no Condado de Lincoln.

## Demografia
Segundo o censo americano de 2000, a sua população era de 123 habitantes. 
Em 2006, foi estimada uma população de 119, um decréscimo de 4 (-3.3%).

## Geografia
De acordo com o United States Census Bureau tem uma área de 
0,6 km², dos quais 0,6 km² cobertos por terra e 0,0 km² cobertos por água. Barnard localiza-se a aproximadamente 401 m acima do nível do mar.

## Localidades na vizinhança
O diagrama seguinte representa as localidades num raio de 28 km ao redor de Barnard. 